# Stay Dangerous
Albums de YG
Still Brazy
(2016)
Singles
1. Suu Whoop
Sortie : 16 février 2018
2. Big Bank (feat. 2 Chainz, Big Sean & Nicki Minaj)
Sortie : 25 mai 2018
3. Handgun (feat. A$AP Rocky)
Sortie : 26 juillet 2018

Stay Dangerous est le quatrième album du rappeur américain YG, sorti le 3 août 2018 sur les labels 4Hunnid et Def Jam Recordings. 
Il contient des collaborations avec les rappeurs 2 Chainz, A$AP Rocky, Ty Dolla $ign, Quavo, Mozzi, Jay 305, Big Sean, YoungBoy Never Broke Again, et Nicki Minaj.

## Promotion
Le 2 août 2018, YG publie une bande-annonce pour l'album, inspirée de la campagne publicitaire The Most Interesting Man in the World de Dos Equis.

## Singles
Le single principal de l'album, Suu Whoop, est publié en streaming et téléchargement payant en février 2018. Son clip est publié un mois plus tard.
Le second single, Big Bank, avec 2 Chainz, Big Sean et Nicki Minaj, est publié le 25 mai 2018. on clip est publié un mois plus tard. Il atteint la 25e place du Billboard Hot 100 et est certifié disque d'or par la Recording Industry Association of America (RIAA),.

## Liste des titres
| No  | Titre                                                 | Durée |
| --- | ----------------------------------------------------- | ----- |
| 1.  | 10 Times                                              | 2:38  |
| 2.  | Bulletproof (featuring Jay 305)                       | 2:33  |
| 3.  | Handgun (featuring A$AP Rocky)                        | 3:34  |
| 4.  | Suu Whoop                                             | 3:04  |
| 5.  | Cant Get in Kanada                                    | 2:21  |
| 6.  | Too Cocky                                             | 2:52  |
| 7.  | Big Bank (featuring 2 Chainz, Big Sean & Nicki Minaj) | 3:57  |
| 8.  | Power (featuring Ty Dolla $ign)                       | 2:52  |
| 9.  | Slay (featuring Quavo)                                | 4:44  |
| 10. | 666 (featuring YoungBoy Never Broke Again)            | 4:39  |
| 11. | Too Brazy (featuring Mozzi)                           | 3:30  |
| 12. | Pussy Money Fame                                      | 2:58  |
| 13. | Deeper Than Rap                                       | 3:22  |
| 14. | Free the Homies Interlude                             | 1:53  |
| 15. | Bomptown Finest                                       | 5:23  |